# Telese Terme
Telese Terme is een gemeente in de Italiaanse provincie Benevento (regio Campanië) en telt 6144 inwoners (31-12-2004). De oppervlakte bedraagt 9,8 km², de bevolkingsdichtheid is 638 inwoners per km².

## Demografie
Telese Terme telt ongeveer 2398 huishoudens. Het aantal inwoners steeg in de periode 1991-2001 met 24,6% volgens cijfers uit de tienjaarlijkse volkstellingen van ISTAT.
| Jaar | Inwoneraantal |
| ---- | ------------- |
| 1991 | 4621          |
| 2001 | 5756          |

## Geografie
De gemeente ligt op ongeveer 55 m boven zeeniveau.
Telese Terme grenst aan de volgende gemeenten: Amorosi, Castelvenere, Melizzano, San Salvatore Telesino, Solopaca.